# 巴西隱小鱂
巴西隱小鱂，為輻鰭魚綱鯉齒目鰕鱂亞目鰕鱂科的其中一種，為熱帶淡水魚，分布於南美洲巴西淡水流域，體長可達6公分，棲息在水質清澈、森林覆蓋的溪流底中層水域，生活習性不明。

## 擴展閱讀
維基物種上的相關：巴西隱小鱂